# Condado de Wayne (Misisipi)
El condado de Wayne (en inglés: Wayne County), fundado en 1809, es un condado del estado estadounidense de Misisipi. En el año 2000 tenía una población de 21.216 habitantes con una densidad poblacional de 10 personas por km². La sede del condado es Waynesboro.

## Geografía
Según la Oficina del Censo, el condado tiene un área total de 2108 km² (813,9 mi²), de la cual 2098 km² (810 mi²) es tierra y 10 km² (3,9 mi²) es agua.

## Demografía
En fecha censo de 2000, había 21.216 personas, 7.857 hogares, y 5.853 familias que residían en el condado.
En el 2000 la renta per cápita promedia del condado era de $ 25 918 y el ingreso promedio para una familia era de $30 513. El ingreso per cápita para el condado era de $12 757. En 2000 los hombres tenían un ingreso per cápita de $27 139 frente a $16 680 para las mujeres. Alrededor del 25,40% de la población estaba bajo el umbral de pobreza nacional.

## Condados adyacentes
- Condado de Clarke (norte)
- Condado de Choctaw, Alabama (noreste)
- Condado de Washington, Alabama (sureste)
- Condado de Greene (sur)
- Condado de Perry (suroeste)
- Condado de Jones (oeste)
- Condado de Jasper (noroeste)

## Localidades
Ciudades
- Waynesboro

Pueblos
- State Line (parte en el condado de Greene)

Lugares designados por el censo 
- Buckatunna
- Clara

Áreas no incorporadas
- Chicora
- Clara
- Eucutta
- Hiwannee
- Matherville
- Pleasant Grove
- Whistler
- Kingdom of Wayne

## Principales carreteras
- U.S. Highway 45
- U.S. Highway 84
- Carretera 63